# Stenoma comma
Stenoma comma es una especie de polilla del género Stenoma, orden Lepidoptera.
Fue descrita científicamente por Busck en 1911.

## Distribución
Se distribuye por Cuba, México, El Salvador, Costa Rica, Panamá, Venezuela y Guayanas.